# The Gay Desperado

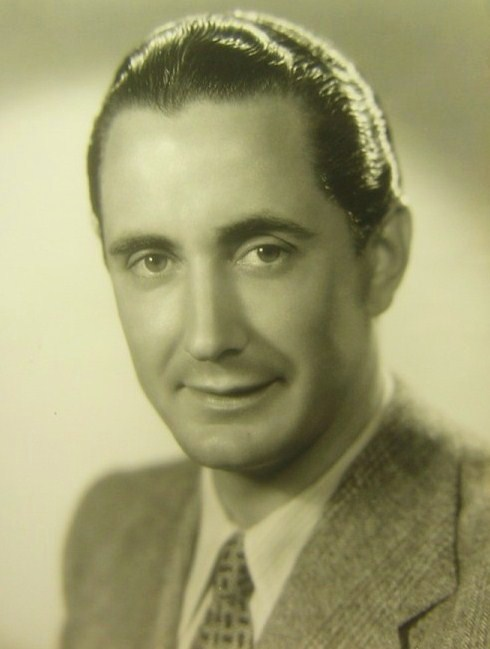
Nino Martini in The Gay Desperado

The Gay Desperado is een Amerikaanse muziekfilm uit 1936 onder regie van Rouben Mamoulian. De film werd destijds in Nederland uitgebracht onder de titel De vroolijke bandieten.

## Verhaal
De bende van Pablo Braganza bakt er weinig van, totdat ze inspiratie gaan opdoen bij criminelen uit Hollywoodfilms. Ze gaan zich toeleggen op ontvoeringen. Hun eerste slachtoffers worden de operaster Chivo en erfgename Jane.

## Rolverdeling
| Acteur         | Personage      |
| -------------- | -------------- |
| Nino Martini   | Chivo          |
| Ida Lupino     | Jane           |
| Leo Carrillo   | Pablo Braganza |
| Harold Huber   | Juan Campo     |
| James Blakeley | Bill Shay      |
| Stanley Fields | Butch          |
| Mischa Auer    | Diego          |